# Goldie y Osito
Goldie y Osito (título original en inglés: Goldie & Bear) es una serie de televisión de animación preescolar estadounidense que comenzó el 12 de septiembre de 2015. El programa fue creado para Disney Junior por Jorge Aguirre y Rick Gitelson. Fue dirigido por Chris Gilligan y producido utilizando animación CGI. Contó con canciones de Rob Cantor y partitura de Greg Nicolett y Gregory James Jenkins. La primera temporada fue producida por Milk Barn Animation y duró del 12 de septiembre de 2015 al 15 de agosto de 2016. El programa se renovó para una segunda temporada en 2016, que fue producida por Titmouse, Inc., que se desarrolló a partir de septiembre 18 de octubre de 2017 al 1 de octubre de 2018.

## Sinopsis
La serie se centra en Ricitos de Oro (apodada Goldie) y el pequeño Jack Bear, quienes después del incidente en la casa del Oso terminan siendo mejores amigos. A lo largo de la serie, van al Bosque de Cuentos de Hadas mientras conocen a otros personajes de varios cuentos de hadas y canciones infantiles como Caperucita Roja, Tres cerditos, Humpty Dumpty, Jack Horner, entre otros.

## Personajes

### Principal
- Ricitos de oro «Goldie» (voz de Natalie Lander)[5] - Una niña de 11 años que se convierte en la mejor amiga de Jack Bear después de romper accidentalmente su silla favorita. Lleva un vestido azul, un lazo rosa en su cabello dorado, medias blancas con una franja de color violeta claro en la parte superior y zapatos rosas. Ninguno de sus padres apareció hasta que su padre Robin Locks apareció en el final de la temporada 1 "Cuando Goldie conoció a Bear". En el estreno de la temporada 2 "Goldie's High-Flying Adventure", se presenta a su madre, la Sra. Locks.
- Jack Bear (voz de Georgie Kidder)[6] - El hijo de 8 años de mamá y papá Bear que conoció a Goldie después de que ella rompiera accidentalmente su silla favorita. Al principio, él y Goldie no se llevaban bien, pero luego se perdonan y emprenden muchas aventuras juntos.

## Episodios
| Temporada | Temporada | Segmentos | Episodios | Emisión original         | Emisión original     |
| Temporada | Temporada | Segmentos | Episodios | Inicio                   | Final                |
| --------- | --------- | --------- | --------- | ------------------------ | -------------------- |
|           | 1         | 43        | 22        | 12 de septiembre de 2015 | 15 de agosto de 2016 |
|           | 2         | 45        | 23        | 18 de septiembre de 2017 | 1 de octubre de 2018 |

## Historial de retransmisiones
La serie se estrenó en Disney Junior el 12 de septiembre de 2015 en los Estados Unidos y en Canadá en el bloque Disney Junior en Disney Channel el 18 de septiembre de 2015, y en TVNZ2 y en el bloque de programación TVNZ KidZone en TVNZ2 en Nueva Zelanda.

## Mercancía
En agosto de 2016, Just Play lanzó una línea de juguetes basada en la serie, disponible exclusivamente en Toys R Us.